# Pevensey
Pevensey est un village et un civil parish anglais peuplé de 3 153 habitants (2011). Il appartient au district de Wealden, dans le Sussex de l'Est. C'était à l'origine un port de mer, rattaché à Hastings dans la confédération des Cinq-Ports, mais la baie sur laquelle il donnait a peu à peu laissé place à des marécages.
Le château de Pevensey, construit sur les bases du fort romain d'Anderitum, édifié au IVe siècle), appartient aujourd'hui à l'English Heritage.

## Histoire
C'est sur les plages de Pevensey que les armées du duc de Normandie Guillaume le Bâtard débarquèrent le 29 septembre 1066, avant de s'y fortifier en réutilisant peut-être l'ancien fort romain qui domine la plage, et de livrer bataille le 14 octobre à proximité d'Hastings où il bat Harold Godwinson et entame sa conquête de l'Angleterre (1066-1075).
Au milieu du XIIe siècle, dans son Roman de Rou, Wace, raconte comment les charpentiers sautèrent à terre « tenant une grande cognée entre leurs mains, doloires ou haches pendues au côté. », pour « fort chastel fermer ». En effet les navires normands étaient chargés de madriers déjà percés et de barils contenant les chevilles nécessaires à l'assemblage des palissades.

## Culture locale et patrimoine
- Fort romain d'Anderitum : le fort romain de Pevensey, construit dans les années 300-340, portait le nom d'Anderitum. Il était situé au bord de la mer et jouait tout à la fois un rôle de protection et de comptoir où les navires venaient mouiller et décharger en toute sécurité.

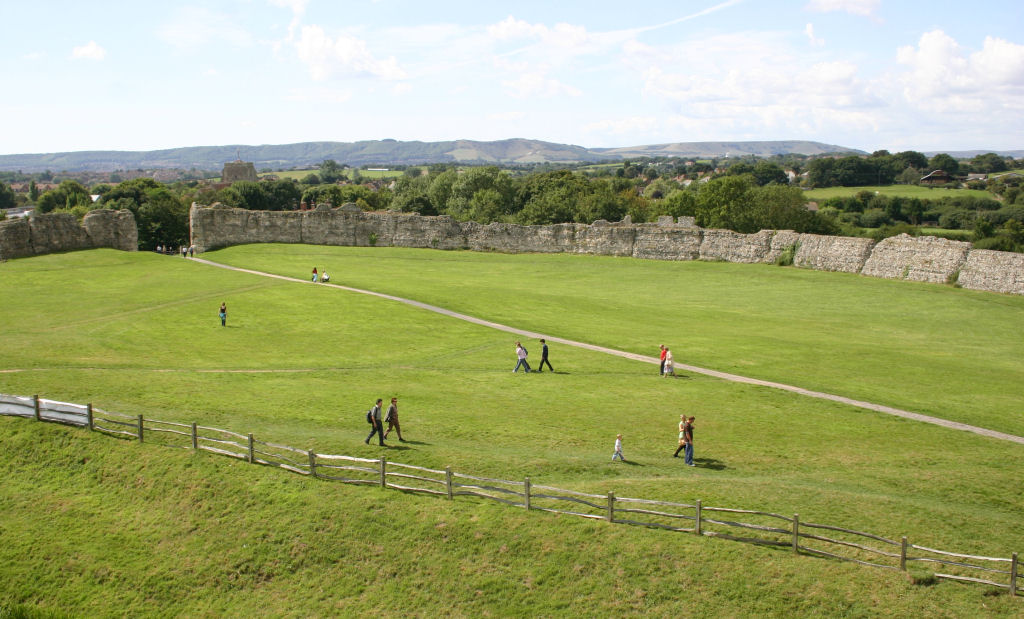
Mur d'enceinte du fort romain.

- Château de pevensey : le château fort installé sur les fondations du fort romain a été construit par Robert de Mortain. Il est aujourd'hui classé par l'English Heritage.

Pevensey Castle
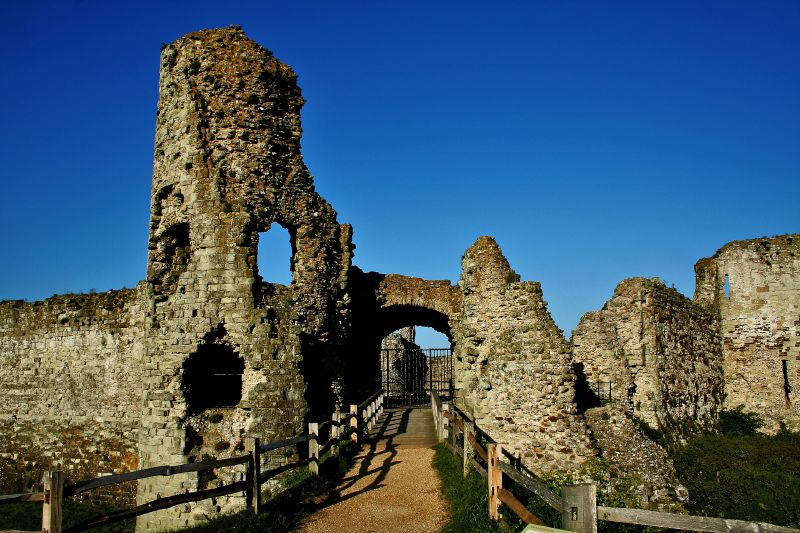
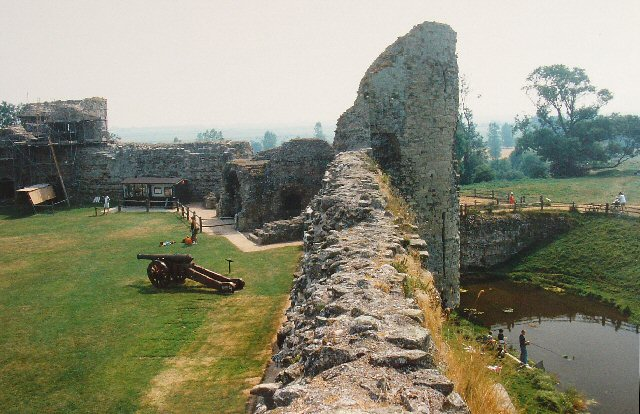
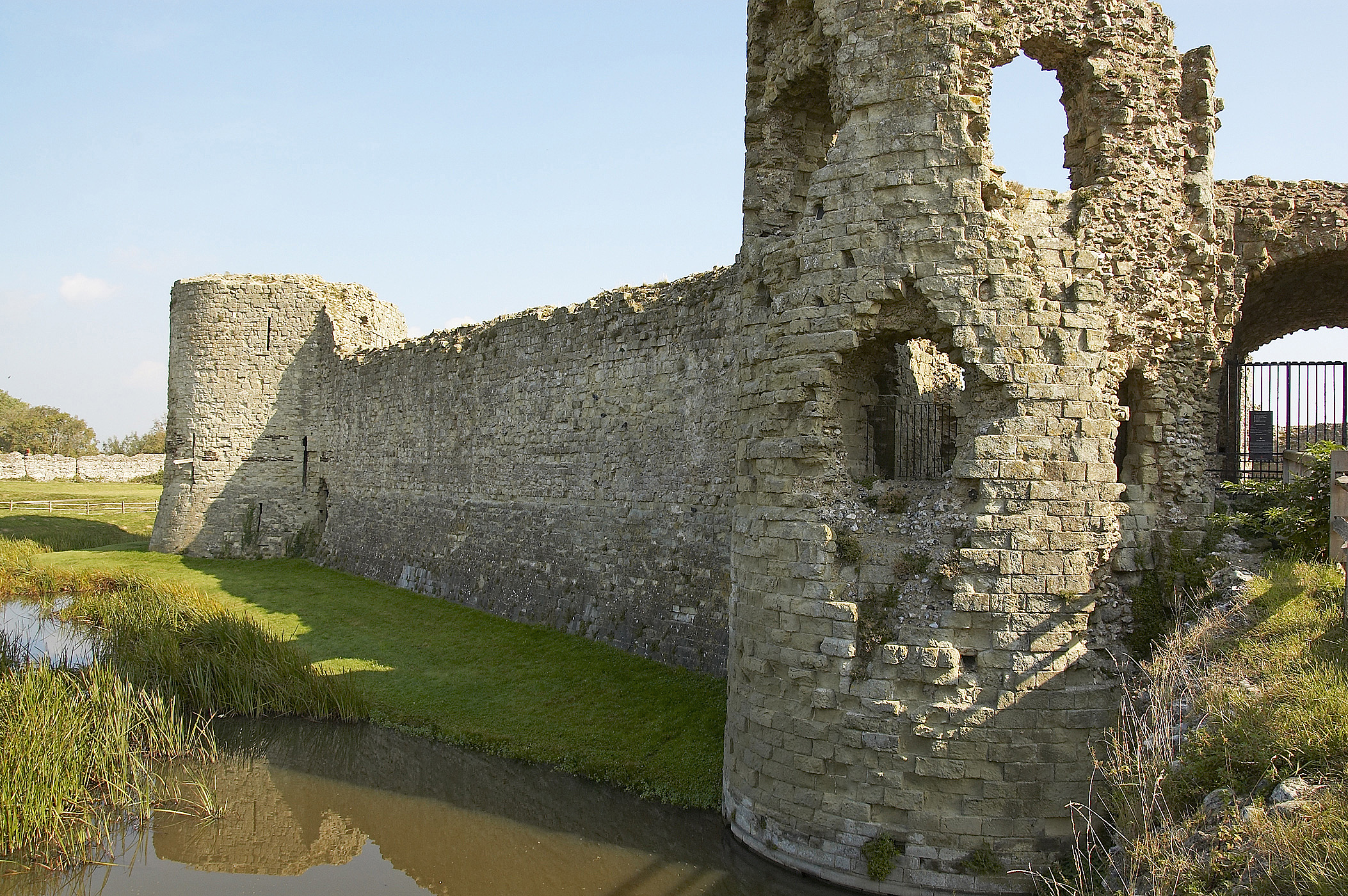